# Educatieve uitgeverij
Een educatieve uitgeverij is een uitgeverij die leermiddelen ontwikkelt, produceert en uitgeeft.

## Situering
Leermiddelen als studieboeken met complete methodes in de vorm van lespakketten, bijbehorende leermiddelen ter adstructies als modellen, kaarten, en leesplankjes en specifiek op onderwijs gerichte software worden bij een educatieve uitgeverij ontwikkeld, geproduceerd en uitgeven. Educatieve uitgevers specialiseren zich meestal in een vakdomein. De uitgegeven leermiddelen kunnen ook  via de website van de uitgever gepubliceerd worden.
In Nederland zijn bekende educatieve uitgeverijen Noordhoff, ThiemeMeulenhoff, Zwijsen en Malmberg. In België kent men onder meer Plantyn, Pelckmans, die Keure, Van In en Garant.